# Вернер, Абраам Готтлоб
Абраам Готтлоб Ве́рнер (нем. Abraham Gottlob Werner; 25 сентября 1749, Верау, Силезия — 30 июня 1817, Дрезден) — немецкий учёный-геолог, создатель диагностической минералогии основанной на внешних признаках минералов. Родоначальник геологической школы нептунистов.

## Биография
Родился 25 сентября 1749 года (иногда неверно указывают 1750 год по записи С. Г. Фриша, 1825) в Верау (ныне село Осечница в Нижнесилезское воеводство) в семье инспектора металлургического завода Абраама Давида Вернера (род. 1708).

### Образование
Весной 1769 года начал учился во Фрайбергской горной школе.
С весны 1771 года — два года стажировался в Лейпцигском университете, где изучал иностранные языки, право и посещал научное общество.
В 1773 году написал книгу «О внешних признаках ископаемых тел», опубликованную годом позже.

### Преподавательская деятельность
42 года преподавал во Фрайбергской горной школе. Он основал там научные курсы минералогии и геологии и сделал её всемирно известной. На его лекции стремились студенты и учёные из Саксонии, Пруссии, Тюрингии и других германских государств, также из Бразилии, Дании, Англии, Франции, Голландии, Ирландии, Италии, Норвегии, Австрии, Польши, Португалии, России, Шотландии, Швеции, Швейцарии, Испании, Венгрии и США. Конспекты лекций издавались в разных странах на разных языках.
А. Г. Вернер впервые создал новые учебные курсы:
- с 1775 — единый предмет: «Минералогия и горное дело»
- с 1777 — специальные курсы:
  - Ориктогнозия — теоретическая и практическая минералогия[11]
  - Горное искусство — общее и механическое горное дело
  - Отдельный лабораторный курс (Elaboratorium) — обсуждение работ учеников

В 1780 году ввёл новый термин Геогнозия — наука о закономерностях строения пластов осадочных пород Земли. В основу своей геогнозии он положил наблюдение и сделал её опытной наукой. Его описания минералов поныне остаются классическими. До А. Г. Вернера была известна только геология, или геогения, исключительно как гипотезы образования Земли.

## Научные достижения

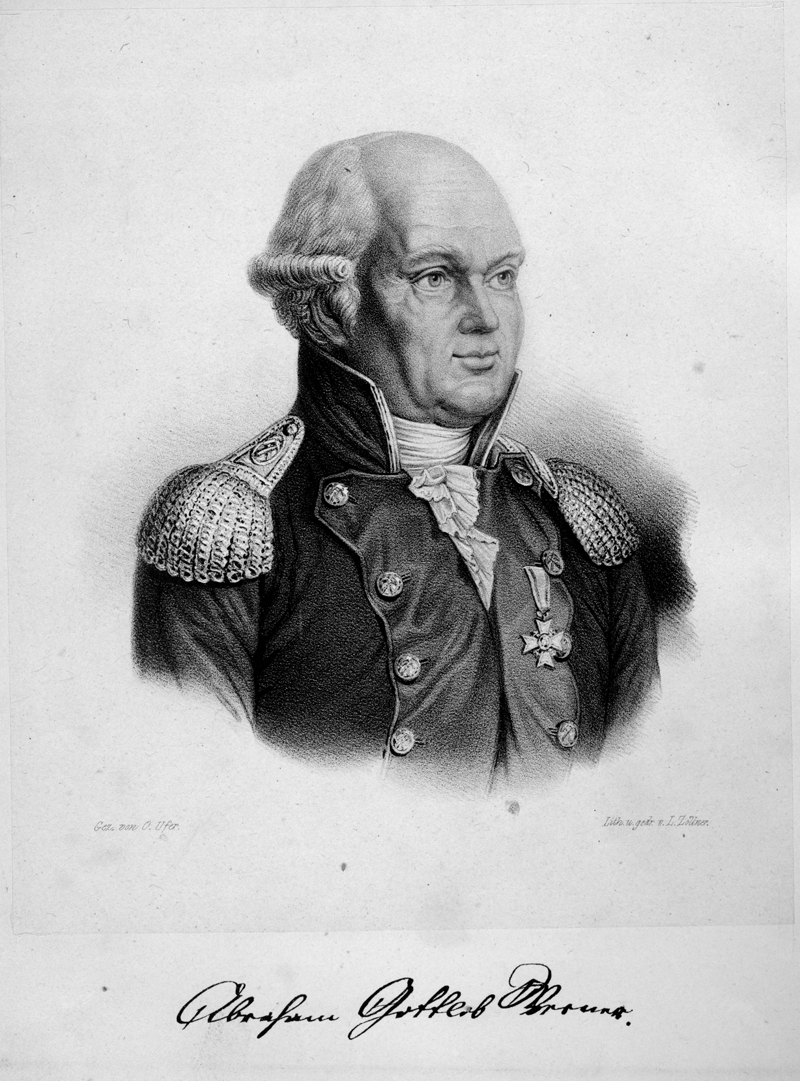
А. Вернер

### Описательная и диагностическая минералогия
В 1774 году выпустил книгу «О внешних признаках ископаемых тел», в которой создал описательный метод в минералогии и систему минералов. Приёмами Вернера до сих пор пользуются при определении минералов по внешним признакам
При этом он разработал шкалы для определения минералов по множеству признаков:
- цвет — 8 основных цветов и 55 оттенков. Прозрачность. Окрашиваемость бумаги и бисквита.
- сцепление частиц — твёрдые (компактные, растираемые) и текучие.
- осязаемость (характеристики поверхности)
- ощущение холода (в руках)
- вес (относительный)
- запах
- вкус (на язык)
- для кристаллов: облик (4 типа), форма и её переходы, величина, взаимосвязь кристаллов, характеристики поверхности.
- твёрдости (эту шкалу в 1811 году усовершенствовал его ученик Ф. Моос):
  - твёрдые — не чертятся ножом, высекают из огнива искры.
  - полутвёрдые — слегка чертятся ножом, не дают искр.
  - мягкие — не чертятся ногтем.
  - очень мягкие — царапаются ногтем.
- Реакция на кислоту, магнит, паяльную трубку.

### Классификация
В геологической системе делил горы (горные породы) на :
1. Первозданные
2. Переходные
3. Флецовые
4. Наносные
5. Вулканические.

С 1786 года занимался классификацией минералов и горных пород, а также глобальными и практическими вопросами их происхождения. Что стало следующим шагом в развитии взглядов Ж. Бюффона.
В 1817 году создал самую современную на то время классификацию минералов:
Класс Землистые ископаемые
- Отряд алмаза
- Отряд циркона
- Отряд кремния (роды: авгита, граната, рубина, берилла, пистацита, кварца, смоляной руды, цеолита, лазурита, полевого шпата)
- Отряд глинозёма (роды: глины, глинистого сланца, слюды, траппа, каменного мозга)
- Отряд талька (роды: мыльного камня, талька, лучистого камня, кианита)
- Отряд извести (семейства: углекислых, фосфорнокислых, плавиковокислых, сернокислых, борнокислых)
- Отряд барита
- Отряд стронцианита
- Отряд галита

Класс Соляные ископаемые
- Отряд углекислых
- Отряд азотнокислых
- Отряд солянокислых
- Отряд сернокислых

Класс Горючие ископаемые
- Отряд серы
- Отряд горной смолы (петролеум или нефть)
- Отряд графита
- Отряд янтаря

Класс Металлические ископаемые
- Отряд платины
- Отряд золота
- Отряд ртути
- Отряд серебра
- Отряд меди
- Отряд железа
- Отряд свинца
- Отряд олова
- Отряд висмута
- Отряд цинка
- Отряд сурьмы
- Отряд теллура
- Отряд марганца
- Отряд никеля
- Отряд кобальта
- Отряд мышьяка
- Отряд молибдена
- Отряд вольфрама
- Отряд титана
- Отряд урана
- Отряд хрома
- Отряд церия

В XIX веке во многих музеях минералогические коллекции были разложены по системе Вернера.

### Новые минералы
Открыл и описал новые минералы:
- 1789 — пирротин («магнитный колчедан»)
- 1789 — пренит
- 1791 — лейцит
- 1795 — везувиан
- 1796 — арагонит
- 1817 — каринтин (разновидность роговой обманки)
- 1817 — карфолит
- 1817 — тиролит («медная пена»)

Ввёл новые названия для минералов:
- авгит
- ангидрит
- апатит (1788)[18]
- базальтическая и обыкновенная роговая обманка
- вивианит
- гельвин
- графит
- гроссуляр
- кианит
- лабрадор
- ломонтит
- меланит
- нефрит
- оливин
- омфацит
- пироп
- ртутная роговая руда
- рутил
- торбертит
- фассаит
- хризоберилл
- целестин
- циркон
- цоизит

### Нептунизм
Впервые высказал идею, что минералы содержатся в земле не беспорядочно, а под действием воды образуют горные породы и геологические пласты. Его теория стала основой нептунизма.
Объяснял установленную последовательность залегания горных пород: (от самых древних и нижних) граниты, гнейсы, кристаллические сланцы, песчаники, аргиллиты, известняки, глины, пески.
- Химическими породами он назвал: граниты, гнейсы и кристаллические сланцы, так как они выкристаллизовались из первичного соленого нагретого мирового океана. Ураганы, бушевавшие в атмосфере, разрушали химические породы.
- Механическими породами он назвал: песчаники, аргиллиты, конгломераты и пр.

Ошибочно полагал, что «первичные» горные породы (базальт) образованы действием вод первобытного океана. Возникновение вулканов объяснялось им в 1789 году горением мощных залежей каменного угля.

## Членство в обществах
- Академическое общество естественных наук в Лейпциге (1771).
- иностранный член Баварской академии наук (1808)[22]
- иностранный член Парижской академии наук (1812; корреспондент с 1804)[23]

## Библиография

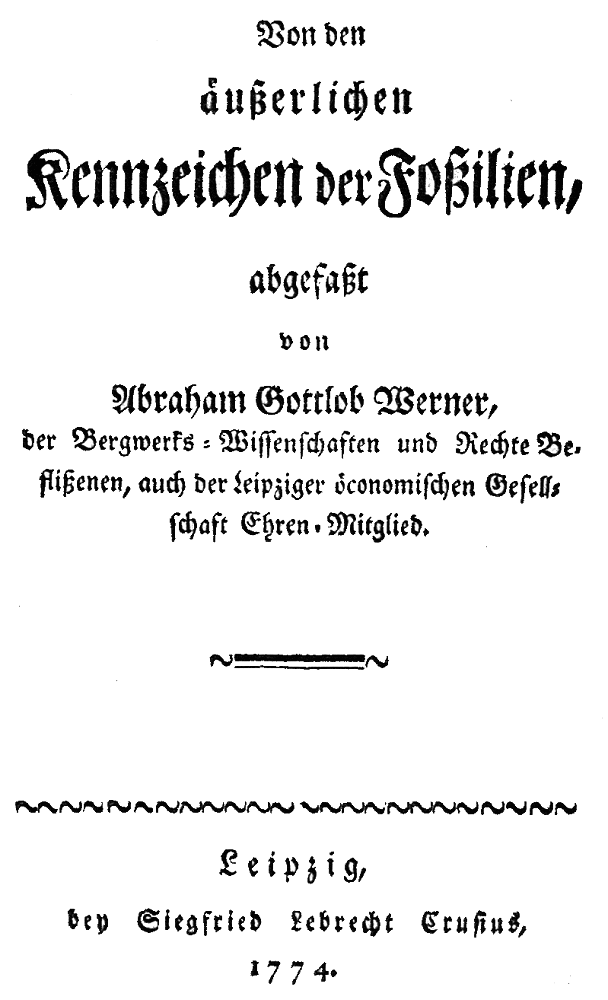
Первая книга, 1774

## Известные ученики
- Брейтгаупт, Иоанн Август Фридрих[25]
- Бух, Христиан Леопольд фон
- Вейс, Христиан Самуэль
- Гайдингер, Вильгельм
- Гумбольдт, Александр фон
- Моос, Карл Фридрих Христиан
- Науман, Карл Фридрих

### Российские студенты
- Моисеенко, Фёдор Петрович (1754—1781) — приехал во Фрайберг 20 декабря 1774 года. Применил методы Вернера в научной работе.[26]
- Севастьянов, Александр Фёдорович (1771—1824) — в 1810 году издал конспект лекций.[27]

## Память
В честь А. Вернера были названы:
Научные общества:
- 1808 — Эдинбургское вернеровское общество.
- 1816 — Дрезденское вернеровское общество.

Горные породы:
- Вернерит — (Устаревшее название) горная порода из полевого шпата.

Минералы:
- Вернерит — Скаполиты.